# Ferreira do Zêzere
Ferreira do Zêzere là một huyện thuộc tỉnh Santarém, Bồ Đào Nha. Huyện này có diện tích 190 km², dân số thời điểm năm 2001 là 9422 người.